# Entourage de Marcel Proust
L'entourage de Marcel Proust permet de mieux comprendre la genèse de ses œuvres, bien que son roman le plus important, À la recherche du temps perdu ne soit pas à proprement parler un roman à clef. Ainsi à la fin de sa vie, lorsqu'on interrogeait Marcel Proust sur ses personnages et ceux qui auraient pu l'inspirer, il écrivit, non sans ambiguïté, à son ami le duc de Gramont : « Je ne sais plus qui prétendait que Mme de Guermantes dans mon livre était Mme Greffulhe. Je protestai avec la dernière vivacité. Je finis cependant par accorder que pendant deux minutes dans Guermantes, il y avait un éclat de toilette et de beauté qui était bien de Mme Greffulhe un peu. »

## Famille

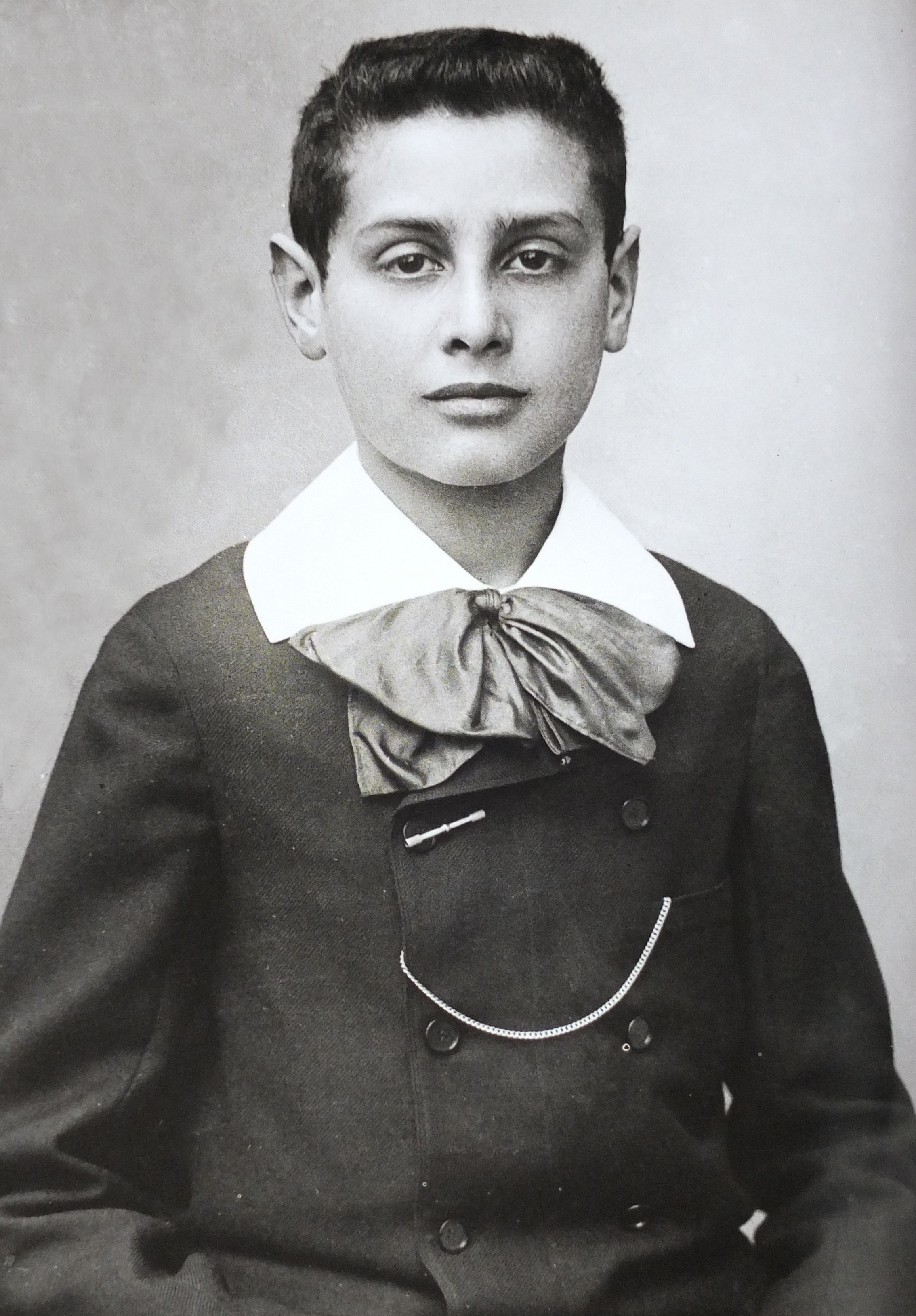
Robert, cadet de 2 ans de Marcel, photo de Paul Nadar, 1887.

- Adrien Proust, père de l'écrivain.
- Jeanne Proust, née Weil, mère de l'écrivain à qui il est profondément attaché, l'accompagne dans plusieurs voyages.
- Robert Proust, frère de l'écrivain, il quitte le foyer familial en 1903.

## Personnel de maison
- Alfred Agostinelli (1888-1914) chauffeur et secrétaire de Proust.
- Céleste Albaret, née Gineste (1891-1984), gouvernante de Proust, de 1914 jusqu'à la fin de sa vie.

## Amis de jeunesse ou camarades aulycée Condorcet

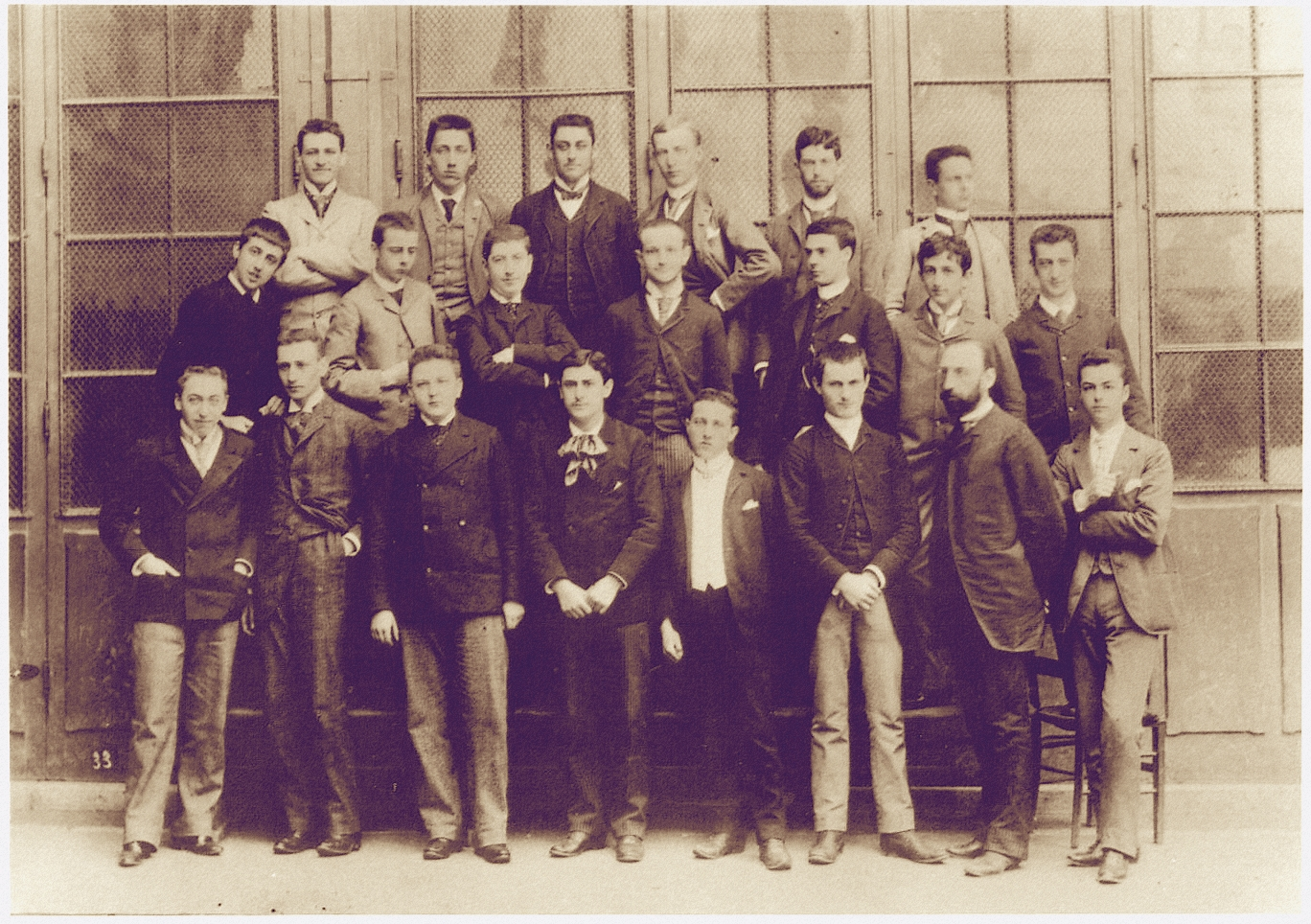
La classe de philosophie d'Alphonse Darlu à Condorcet en 1888. Proust avant-dernier rang à gauche, au-dessus de lui Raoul Versini. Premier rang troisième à gauche, David David-Weill et avant-dernier du rang Alphonse Darlu.

- Jacques Baignères (1872-1944), ami au lycée Condorcet de Fernand Gregh, Jacques Bizet et Proust. C'est lui qui l'introduisit dans le salon parisien du 40, rue du Général-Foy tenu par sa mère Laure Baignères (qui inspirera le personnage de Mme Leroi)[2] et dans celui de sa tante, Charlotte Baignères, rue de Turin, avec les enfants de laquelle Proust se liera aussi, ainsi que dans leur manoir des Frémonts à Trouville-sur-Mer qui servira de modèle pour la villa de La Raspelière dans La Recherche[3].
- Paul Baignères, cousin de Jacques Baignères, fils de Charlotte et Arthur Baignères, peintre et camarade du lycée Condorcet qui peindra son portrait et hôte des vacances au manoir des Frémonts à Trouville.
- Marie de Benardaky (1874-1949), premier amour d'enfance de Proust. Elle était la fille du diplomate Nicolas de Benardaky et de son épouse, née de Leibrock. Elle épousa le prince Michel Radziwill (1870-1955), mariage annulé en 1915. Sa sœur Nelly devint vicomtesse Antoine de Contades. Sa tante était la baronne Charles de Talleyrand-Périgord et son autre tante Mme Armand Nisard (ambassadeur).
- Jacques Bizet (1872-1922), le fils de Geneviève Halévy et de Georges Bizet, est un ami d'enfance de Proust.
- Léon Brunschvicg, camarade de Condorcet.
- Léon Daudet, frère du suivant.
- Lucien Daudet, ami de jeunesse de Proust.
- David David-Weill, poursuit sa scolarité dans les mêmes classes que Proust.
- Robert Dreyfus, ami d'enfance de Proust, restera en lien avec lui jusqu'à sa mort et écrira un livre de souvenirs.
- Antoinette et Lucie Faure, filles du futur président de la république Félix Faure, à l'origine du questionnaire de Proust.
- Horace Finaly, condisciple dans la classe d'Alphonse Darlu à Condorcet.
- Robert de Flers, ami de lycée et tout au long de la vie de Proust.
- Fernand Gregh, ami de lycée de Proust.
- Daniel Halévy, ami de lycée de Proust et cousin de Jacques Bizet.
- Jean de Tinan, fait partie des dernières années d'adolescence de Proust, meurt en 1898[4].
- Raoul Versini, condisciple dans la classe d'Alphonse Darlu à Condorcet, confident de Proust.

## Vie mondaine

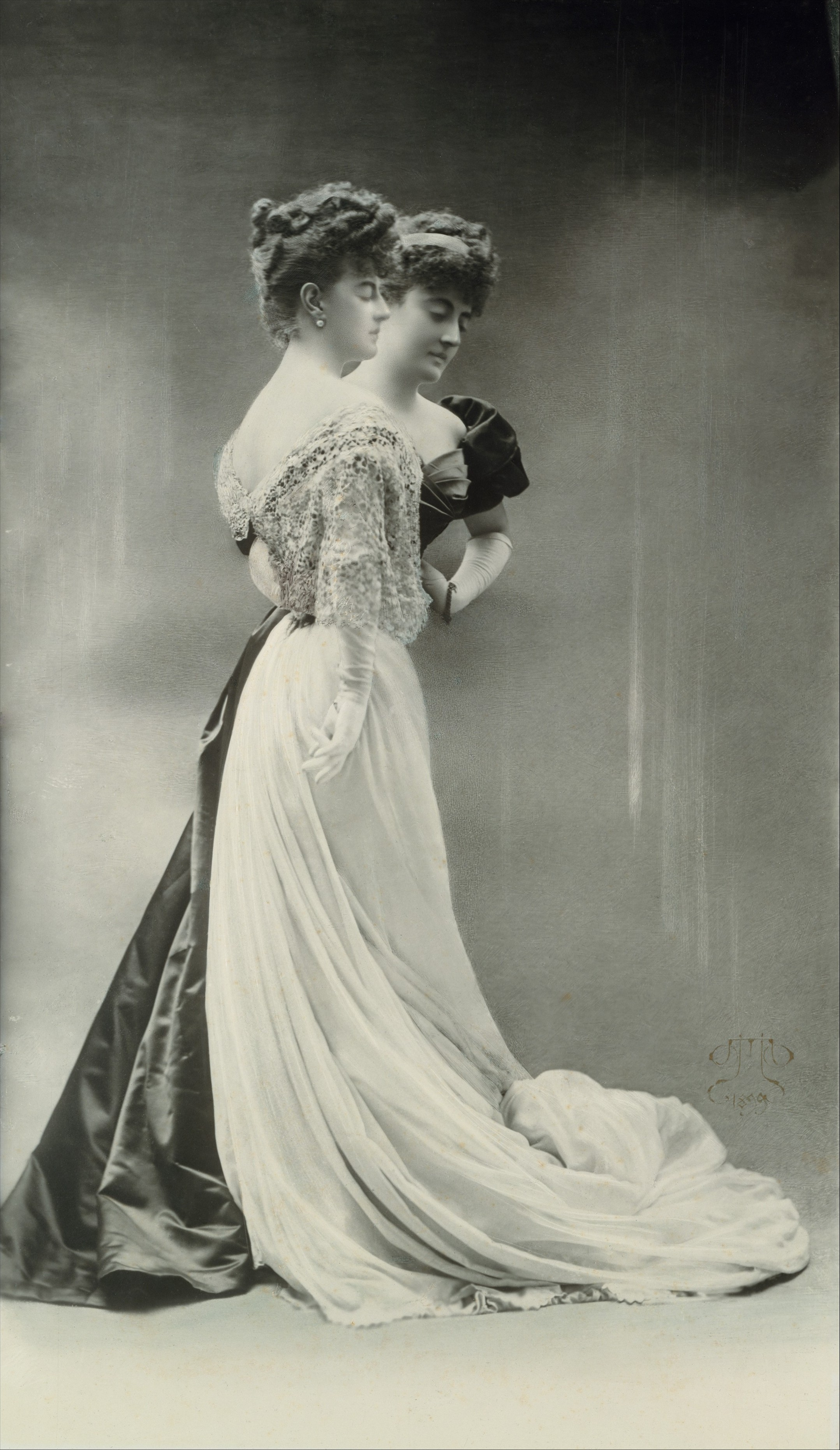
La Comtesse Greffulhe, photo d'Otto Wegener (1899).

- Mme Arman de Caillavet, qui tient l'un des premiers salons que fréquente Proust. L'un des modèles de Mme Verdurin.
- Mme Aubernon, tient un salon concurrent de celui de Mme Arman de Caillavet, sinon « le plus connu à Paris »[5].
- Jacques-Émile Blanche, a peint le portrait de Proust et de nombreux personnages mondains de cette époque.
- René Blum, avec qui il partage certains goûts.
- Illan de Casa-Fuerte, Marcel Proust a connu ce jeune homme aux goûts littéraires et musicaux qui avait 18 ans, dans le salon que tenait sa mère, la marquise de Casa-Fuerte.
- Boni de Castellane, célèbre élégant de la Belle Époque.
- Comtesse Jean de Castellane, née Dorothée de Talleyrand-Périgord, fille du prince de Sagan et belle-sœur du précédent, de son éducation prussienne, elle avait un léger accent dont se souvient Proust pour décrire la princesse de Guermantes, qu'il fait naître "duchesse en Bavière".
- Comtesse de Chevigné, Proust l'admire sans retour. L'un des principaux modèles de la duchesse de Guermantes.
- Duchesse de Clermont-Tonnerre, demi-sœur du duc de Guiche.
- Charles Haas, ancien dandy que Proust a croisé dans les salons. L'un des modèles de Charles Swann.
- Laure Hayman, qui tient un salon où Proust fut invité.
- Madeleine Lemaire, reçoit Proust dans son salon et l'invite en villégiature chez elle à Dieppe et au château de Réveillon.
- Princesse Mathilde, qui tient un salon où Proust fut invité.
- Robert de Montesquiou, le célèbre poète dandy introduit Proust dans plusieurs salons.
- Louisa de Mornand, dont Proust fut amoureux et qu'il visita à Cabourg.
- Gaston Arman de Caillavet, auteur dramatique, ami de jeunesse de Proust qui le rencontre en 1889.
- Jeanne Pouquet, épouse en premières noces Gaston Arman de Caillavet. Proust est amoureux d'elle sans espoir.
- Léon Radziwill, fait partie des amis proches de Proust, pendant sa période mondaine.
- Raymond Roussel, écrivain et relation mondaine de Proust, que ce dernier célébrera en vantant (peut-être avec une certaine forme d’ironie) le « prodigieux outillage poétique » du roman en vers La Doublure, écrit à dix-neuf ans par Roussel[6].
- Prince de Sagan, cercleux âgé que Proust a croisé dans les salons.
- Bertrand de Salignac-Fénelon, accompagne Proust dans divers voyages. Sa mort en 1914 affecte profondément l'écrivain.
- Hélène Standish, née Hélène de Pérusse des Cars, épouse d'Henry Noailles Widdrington Standish. Amie de la comtesse de Greffulhe. Elle est l'une des figures de la vie mondaine et aristocratique parisienne et sert de modèle également à Marcel Proust pour son personnage de la duchesse de Guermantes.
- Mme Straus, mère de Jacques Bizet, qui tient un des premiers salons (qui deviendra dreyfusard), où Proust fut introduit. L'un des principaux modèles de la duchesse de Guermantes.
- Marie Van Zandt, cantatrice, créatrice de Lakmé de Léo Delibes. Intime de son père et de son grand-oncle Louis Weil ; l'écrivain s'en inspirera pour le personnage d'Odette en « Miss Sacripant ».
- Armand de Gramont, duc de Guiche, puis duc de Gramont (1878-1962), ami de Proust, époux de la fille de la comtesse Greffulhe, Élaine.
- Comtesse Greffulhe, beauté célébrée du Faubourg Saint-Germain, mécène. L'un des modèles de la princesse de Guermantes.

## Maîtres et influences littéraires, amis de la maturité

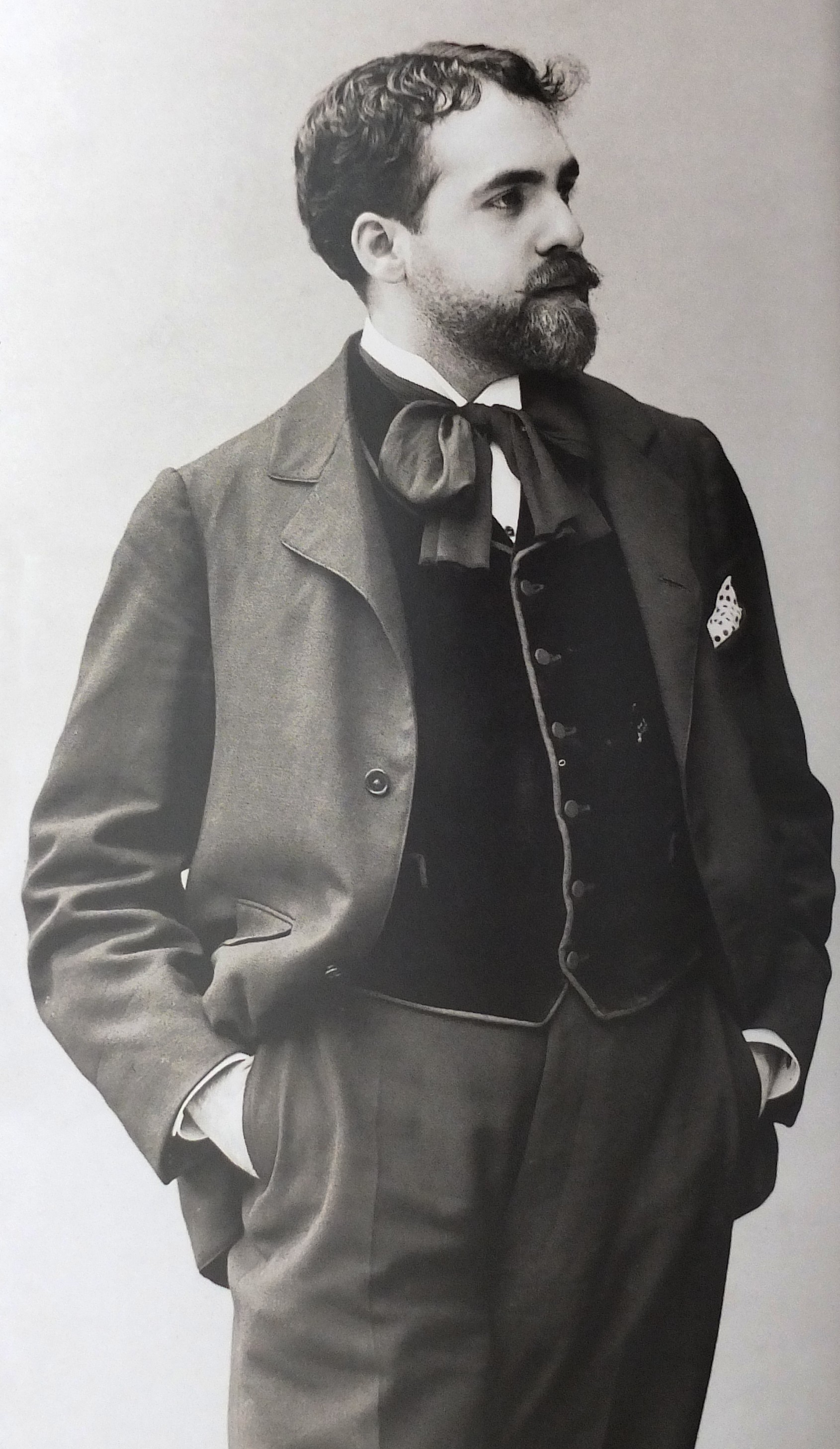
Reynaldo Hahn, photographie de Paul Nadar.

- Georges Colomb, le futur Christophe, professeur de sciences naturelles de Proust en 1882 à Condorcet, d'un naturel enjoué, le futur dessinateur du Sapeur Camembert s'entend très bien avec son élève.
- Victor Cucheval-Clarigny, professeur de français et latin en rhétorique (1887).
- Maxime Gaucher, professeur de lettres à Condorcet, Proust l'aurait dépeint dans le personnage de Rustinlor dans Jean Santeuil et de Brichot de La Recherche [7].
- Alphonse Darlu, professeur à Condorcet, très estimé par Proust, modèle de monsieur Beulier dans Jean Santeuil.
- Régis Jalliffier, professeur d'histoire à Condorcet, apprécié de Proust, lui donne des cours particuliers.
- Henri Bergson (1859-1941), le philosophe devient un parent de Proust en épousant une cousine.
- Antoine Bibesco (1878-1951), ami de Proust, surtout dans sa période de rédaction de Jean Santeuil et des débuts de La Recherche.
- Emmanuel Bibesco (1877-1917), frère du précédent, avec qui Proust voyage pour visiter les cathédrales gothiques.
- Robert de Billy (1869-1953), diplomate ami de Proust avec qui il fait plusieurs voyages et qui lui fait découvrir John Ruskin.
- Paul Bourget, auteur célébré de la bourgeoisie de l'époque que Proust a croisé.
- René Boylesve (1867-1926), écrivain, nouvelliste et critique aux intuitions préproustiennes[8], d'abord rétif à l'art de Proust, est devenu rapidement l'un de ses plus vifs et fidèles admirateurs[9].
- Gaston Calmette, donne une rubrique à Proust au Figaro.
- Jean Cocteau, soumet ses premiers poèmes à Marcel Proust
- Anatole France, amant de Mme Arman de Caillavet, il conseilla Proust à ses débuts.
- André Gide, refusa pourtant le manuscrit de La Recherche, avant de se raviser en déclarant que c'était là l'une de ses plus graves erreurs.
- Reynaldo Hahn, musicien, amant de Proust.
- Paul Morand, à l'époque jeune homme pressé.
- Anna de Noailles, poétesse.

## Écrivains cités dans le roman
- Achille Tenaille de Vaulabelle, « Qui sait, ce sera peut-être un petit Victor Hugo, une espèce de Vaulabelle, vous savez. » Du côté de chez Swann. Proust cite le nom de Vaulabelle de manière ironique, pour parler d'un écrivain notable, sous le Second Empire, mais sans guère d'intérêt littéraire. Proust n'a jamais connu Vaulabelle, mort en 1879, quand il avait sept ans… à moins que Proust ne cite Éléonore Tenaille de Vaulabelle, frangine d'Achille ?